# ۸ مایل
۸ مایل (به انگلیسی: 8 Mile) فیلمی درام ساختهٔ سال ۲۰۰۲ و با بازیگری امینم خواننده رپ آمریکایی و کارگردانی کرتیس هنسن است. بریتانی مورفی، مکای فایفر، مایکل شنون، آنتونی مکی و کیم بیسینگر دیگر بازیگران فیلم هستند. این فیلم در مورد زندگی یک رپر جوان به نام جیمی «بانی ربیت» است که امینم را به تصویر می‌کشد و رشد او در تنگدستی و بدبختی در سال ۱۹۹۵ در دیترویت و تلاشش برای اخذ احترام در میان همسالانش (اکثراً سیاه‌پوستان آمریکا) را نشان می‌دهد. اگرچه این فیلم با درخشش امینم همراه بود، اما خود او می‌گوید این فیلم تصویر کاملاً دقیقی از شروع خوانندگی او را ارائه نمی‌کند.
این فیلم فروش خوبی داشت و به خوبی نظرات منتقدان را دریافت کرد. همچنین جایزه اسکار بهترین موسیقی فیلم را با آهنگ «خودتو غرق کن» امینم برد. این اولین بار بود که یک آهنگ هیپ هاپ برنده این جایزه شد.

## داستان
در پاییز ۱۹۹۶ در شهر دیترویت، جیمی اسمیت ملقب به بی ربیت (امینم) یک جوان ناراضی از خانواده‌ای فقیر با بسیاری از مشکلات دست و پنجه نرم می‌کند. او به همراه مادر الکلی خود و خواهر کوچکش و همچنین دوست پسر مادرش در یک تریلر در انتهای جاده مایل هشت زندگی می‌کنند. او که توسط دوستان خودش دربارهٔ رپ مورد تشویق و حمایت قرار دارد، تصمیم میگرد در یک رقابت رپی در کلوپی به نام شلتر شرکت کند. جیمی در یک کارخانه ماشین‌سازی کار می‌کند و در یک روز او دختری به نام الکس را در کارخانه ملاقات می‌کند که منجر به دوستی آن‌ها با یکدیگر می‌شود. یکی از دوستان جیمی به نام وینک در یک استودیو رادیویی کار می‌کند که در آینده جیمی متوجه می‌شود وینک مسولیت تبلیغات گروه فیری ورد که سر دستهٔ آن دشمن جیمی است را بر عهده دارد. بعد یک سری اتفاقات و درگیری‌ها بین جیمی و دوستانش با گروه فیری ورد (دنیای آزاد) او نهایتاً تصمیم به بازگشت به رقابت رپی را میگرد و در نهایت فیری ورد را شکست می‌دهد.